# Anurophorus changjiensis
Anurophorus changjiensis är en urinsektsart som beskrevs av Hao och Huang 1995. Anurophorus changjiensis ingår i släktet Anurophorus och familjen Isotomidae. Inga underarter finns listade i Catalogue of Life.